# Miltochrista syntypica
Miltochrista syntypica är en fjärilsart som beskrevs av Swinhoe 1906. Miltochrista syntypica ingår i släktet Miltochrista och familjen björnspinnare. Inga underarter finns listade i Catalogue of Life.